# Valdas Adamkus
Valdas Adamkus (Kaunas, 3 de noviembre de 1926) es un político lituano que fue presidente de Lituania en dos etapas: desde 1998 hasta 2003, y de nuevo desde 2004 hasta 2009.
Nacido en la entonces capital de Lituania, a los 18 años tuvo que exiliarse por la ocupación soviética del Báltico, no sin antes haber combatido en la resistencia nacionalista antisoviética. Después de una breve estancia en Alemania, en 1949 toda la familia se trasladó a Chicago, Estados Unidos. Adamkus tuvo una participación activa en organizaciones de la comunidad lituano-americana, al mismo tiempo que desarrollaría su carrera profesional: tras convertirse en ciudadano estadounidense, en 1961 obtuvo el graduado en Ingeniería Civil por el Instituto de Tecnología de Illinois. Entre 1969 y 1997 estuvo trabajando para el gobierno federal de los EE. UU., con una exitosa carrera en la Agencia de Protección Ambiental (EPA) que ha sido reconocida con el Premio del Presidente para el Servicio Civil Distinguido (1985).
Después de la independencia de Lituania en 1990, comenzó a colaborar con el servicio diplomático del nuevo estado hasta implicarse en la vida política nacional. En 1997 regresó a su país y venció las elecciones presidenciales como candidato independiente, gracias al apoyo de los partidos liberales y conservadores. En sus diez años de mandato trabajó para que Lituania pudiera adherirse tanto a la Unión Europea como a la OTAN, así como en la correcta transición hacia una economía de mercado y la consolidación del sistema democrático.

## Biografía
Nació el 3 de noviembre de 1926 en Kaunas, Lituania, siendo el primero de tres hijos (dos varones y una mujer) en familia católica de clase acomodada. Su padre era instructor de vuelo en la academia de la Fuerza Aérea Militar Lituana y había combatido contra los soviéticos que pretendían establecer una república socialista, mientras que la madre era funcionaria del ministerio de Comunicaciones. Cursaría la educación básica en el gimnasio Aušros de Kaunas.
Durante la Segunda Guerra Mundial, cuando él tenía 18 años, la familia tuvo que huir de Lituania por la ocupación de las tropas soviéticas en plena ofensiva del Báltico. No obstante, Adamkus retornaría a Lituania para combatir en la resistencia nacionalista antisoviética. Antes de que se consolidara la República Socialista Soviética de Lituania, pudo huir con sus parientes a un campo de refugiados de Alemania.
Completó su formación en un centro para exiliados lituanos y posteriormente se matriculó en Ciencias Naturales por la universidad de Múnich. Sin embargo, no llegó a terminar la carrera y en 1947 se trasladó a Augsburgo para trabajar con la Asociación Cristiana de Jóvenes (YMCA) en atención a refugiados y organización de competiciones deportivas. Finalmente, en 1949 toda la familia pudo emigrar a Chicago, Estados Unidos, donde él desempeñaría empleos industriales al tiempo que perfeccionaba el idioma inglés.
En su etapa norteamericana, Adamkus se convertiría en uno de los líderes de la numerosa comunidad lituana de Chicago, a través de acuerdos con otros grupos exiliados en el marco del Consejo Lituano-Americano, del que llegó a ser directivo, y organizaciones de ideología liberal. En la década de 1950 estuvo colaborando con el ejército de los Estados Unidos como traductor del servicio de espionaje en la Guerra Fría. Obtendría la nacionalidad estadounidense en 1960, y al año siguiente se graduó en Ingeniería Civil por el Instituto de Tecnología de Illinois.
Adamkus estaba afiliado al Partido Republicano. En su vida llegaría a dominar cinco lenguas: lituano, ruso, inglés, alemán y polaco.
Desde 1951 está casado con la también lituana Alma Nutautaite, a la que conoció cuando ambos residían en Chicago. Su hogar en Estados Unidos se encontraba en Hinsdale (Illinois).

## Agencia de Protección Ambiental
Adamkus comenzó su trayectoria como empleado civil del gobierno de los Estados Unidos en 1969, especializándose en ingeniería medioambiental.
En 1970 fue uno de los primeros empleados de la recién creada Agencia de Protección Ambiental (EPA), en la que trabajaría durante los siguientes 27 años. Su primer cometido fue representar al organismo en las delegaciones enviadas a Europa del Este. Gracias a ello, pudo visitar Lituania en 1972 por primera vez desde su exilio, así como realizar viajes frecuentes a la Unión Soviética, principalmente a los países bálticos, en calidad de asesor medioambiental.
El gobierno del presidente Ronald Reagan le ascendió en 1981 a responsable de programas ambientales en el Centro Noreste del país, con una reputación estricta en la aplicación de los protocolos. Su labor fue reconocida en 1985 con el Premio del Presidente para el Servicio Civil Distinguido, el mayor galardón al que puede aspirar un empleado civil de carrera.
Tras jubilarse en 1997, fue felicitado tanto por el presidente Bill Clinton como por la directora de la EPA, Carol Browner.

## Presidencia de Lituania
Cuando Lituania proclamó el restablecimiento de su independencia en 1990, Adamkus aumentó la frecuencia de sus viajes a Lituania y trabajó con el servicio diplomático lituano por el reconocimiento de los Estados Unidos. Fue un estrecho colaborador de Stasys Lozoraitis, embajador lituano en los Estados Unidos, del que llegaría a ser director de campaña en las elecciones presidenciales de 1993. Con una implicación cada vez mayor, en 1996 participó incluso en actos electorales de Unión de la Patria, fundado por el líder independentista Vytautas Landsbergis.
En 1997 regresó de forma definitiva a Lituania para postular a la presidencia de la república, luego de 53 años fuera de su país natal. La constitución nacional establecía que los aspirantes presidenciales debían tener únicamente nacionalidad lituana y haber residido más de tres años en el estado, condiciones que Adamkus no cumplía. Sin embargo, el estadista recurrió al Tribunal de Justicia y éste le dio la razón, por lo que pudo presentarse como candidato independiente.

### Primera etapa (1998-2003)
En las elecciones presidenciales de 1997, Valdas Adamkus superó la primera vuelta con el 27,56% de los votos, muy por detrás del exfiscal general Artūras Paulauskas. No obstante, terminaría beneficiándose de la eliminación de los candidatos vinculados a grupos políticos. Gracias al apoyo de Vytautas Landsbergis y de las fuerzas conservadoras y liberales, Adamkus remontó en la segunda vuelta con el 49,96% de los sufragios, frente al 49,22% de Paulauskas. Antes de jurar el cargo tuvo que renunciar a la nacionalidad estadounidense.

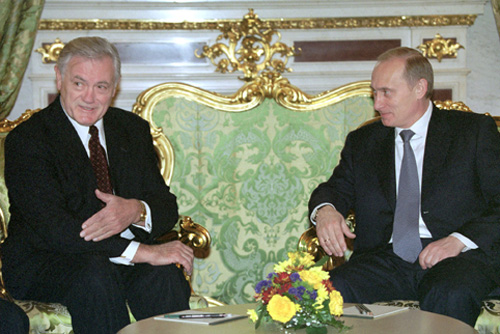
Valdas Adamkus y Vladímir Putin, presidente de Rusia (2001).

En esta primera etapa, fue presidente de Lituania desde el 26 de febrero de 1998 hasta el 26 de febrero de 2003. Bajo su mandato se sucedieron cinco primeros ministros: Gediminas Vagnorius (1996-1999), Rolandas Paksas (1999), Andrius Kubilius (1999-2000), Rolandas Paksas (2000-2001) y Algirdas Brazauskas (2001-2006).
La labor de Adamkus estuvo centrada en fiscalizar la actividad del parlamento lituano (Seimas), culminar la transición del país hacia una economía de mercado, agilizar la administración y combatir la corrupción. En política exterior, y en línea con su predecesor Algirdas Brazauskas, Lituania siguió trabajando por integrarse tanto en la Unión Europea como en la OTAN, ambas completadas en 2004. Uno de sus hitos más importantes fue la visita oficial a Vilna del presidente estadounidense George W. Bush en 2002. Y a pesar de que el acercamiento al bloque occidental era prioritario, hubo también esfuerzos por mantener buenas relaciones con Rusia.
A nivel nacional, hubo disputas con los partidos conservadores y especialmente con el primer ministro Andrius Kubilius, al que vetó varios proyectos de ley. En la transición hacia una economía de mercado, abogó por la privatización de la mayoría de empresas públicas, salvo aquellas necesarias para el correcto desempeño de la soberanía nacional. Tras las elecciones parlamentarias del 2000, se produjo un vuelco electoral con el triunfo de la Coalición Social Demócrata y la posterior elección de Algirdas Brazauskas como primer ministro.
Adamkus se presentó a la reelección en las elecciones presidenciales de 2002, confiado por su alto índice de popularidad. Aunque en la primera ronda obtuvo el 35% de los sufragios, en la segunda apenas sacó el 44% de los votos y cayó derrotado por el conservador Rolandas Paksas. El 29 de septiembre de 2003 fue nombrado Embajador de Buena Voluntad de la UNESCO.

### Segunda etapa (2004-2009)

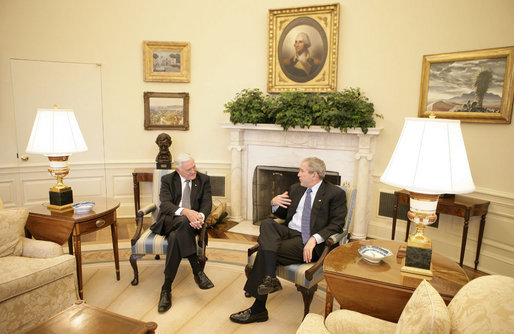
El presidente de EE. UU. George W. Bush recibe a Valdas Adamkus en el Despacho Oval (2007).

En 2004 se convocaron elecciones presidenciales anticipadas porque Rolandas Paksas había sido inhabilitado por el Tribunal Supremo. Adamkus volvió a presentarse, otra vez como candidato independiente; superó la primera vuelta con mayoría simple y en la segunda venció con el 52,6% de los votos, frente al 47,4% de su rival Kazimira Prunskienė. La segunda etapa presidencial transcurrió desde el 12 de julio de 2004 hasta el 12 de julio de 2009, con los siguientes primeros ministros: Algirdas Brazauskas (2001-2006), Gediminas Kirkilas (2006-2008) y Andrius Kubilius (2008-2012).
Adamkus retornó a la presidencia cuando ya se había completado la adhesión a la Unión Europea y a la OTAN. En la misma línea que en su primer mandato, consideró prioritario aproximarse al bloque occidental para reducir la dependencia de Rusia. Como líder de un país que había sido parte de la URSS, fue mediador en la crisis de Ucrania de 2004 y dio su apoyo a que Ucrania, Georgia y Moldavia se integraran en la UE. En 2006 su país organizó la Conferencia de Vilna, en la que fueron invitados numerosos países de Europa Oriental para supervisar los avances democráticos en la región.
Las tensiones con Rusia fueron mayores que en el primer mandato, debido a la negativa de Vladímir Putin a condenar el Pacto Ribbentrop-Mólotov. Lituania y Estonia rechazaron la invitación para celebrar el Día de la VIctoria en el 60.º aniversario del fin de la Segunda Guerra Mundial en 2005.
En clave doméstica, tuvo que mediar en las diversas reestructuraciones de gobierno. Además, solicitó al Seimas que aprobase leyes para incrementar la participación ciudadana, aprobar un código de ética, construir una nueva central nuclear y mejorar los procesos de selección de magistrados. En 2008 hubo una disputa con el gobierno por la celebración de un referéndum para prolongar la vida útil de la central nuclear de Ignalina, al que Adamkus se oponía porque ese cierre era un compromiso de la adhesión a la Unión Europea. Al no conseguirse el porcentaje mínimo de participación, la consulta quedó invalidada y la central de Ignalina fue clausurada en el plazo previsto.
En 2009, ya con 82 años, no pudo optar a la reelección por haber cumplido el límite de mandatos. Fue reemplazado por Dalia Grybauskaitė.

## Distinciones

### Lituania
- Gran Cruz y Collar de la Orden de Vytautas el Grande (2003)

### Otros estados
- Premio del Presidente para el Servicio Civil Distinguido (Estados Unidos, 1985)
- Gran Cruz y Collar de la Orden de San Olaf (Noruega, 1998)
- Gran Cruz y Estrella de la Orden del Halcón (Islandia, 1998)
- Collar de la Orden de la Cruz de Terra Mariana (Estonia, 1999)
- Gran Cruz y Cordón de la Orden al Mérito de la República Italiana (Italia, 1999)
- Caballero de la Orden del Águila Blanca (Polonia, 1999)
- Gran Cruz de la Legión de Honor (Francia, 2001)
- Comandante con Gran Cruz y Collar de la Orden de las Tres Estrellas (Letonia, 2001)
- Collar de la Orden de Isabel la Católica (España, 2005)
- Gran Cordón de la Orden del Crisantemo (Japón, 2007)